# Hafiz (islão)
Hafiz ou Hafez (em árabe: حافظ), que significa 'guardião', é um termo utilizado pelos muçulmanos para designar aqueles que memorizaram completamente o Corão.